# Listnatý strom

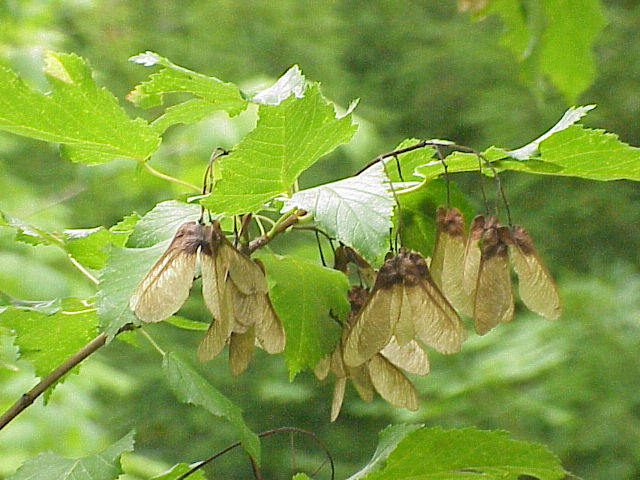
Javor tatarský

Listnatý strom (listnáč) je strom, který nese listy v běžném slova smyslu (nenese jehlice). Většina listnatých stromů mírného pásu je opadavých[zdroj⁠?!], jako bříza (Betula), jasan (Fraxinus), dub (Quercus), buk (Fagus) nebo javor (Acer), ale některé, jako planika (Arbutus), jsou i stálozelené. Listnaté stromy patří hlavně mezi krytosemenné dvouděložné rostliny, ale některé jsou i jednoděložné (např. z čeledi Agavaceae). Výjimkou je ještě jinan dvoulaločný patří do oddělení jinany (Ginkgophyta).
Listnaté stromy tvoří listnaté lesy, podílí se na smíšených lesích.